# Stanza da bagno

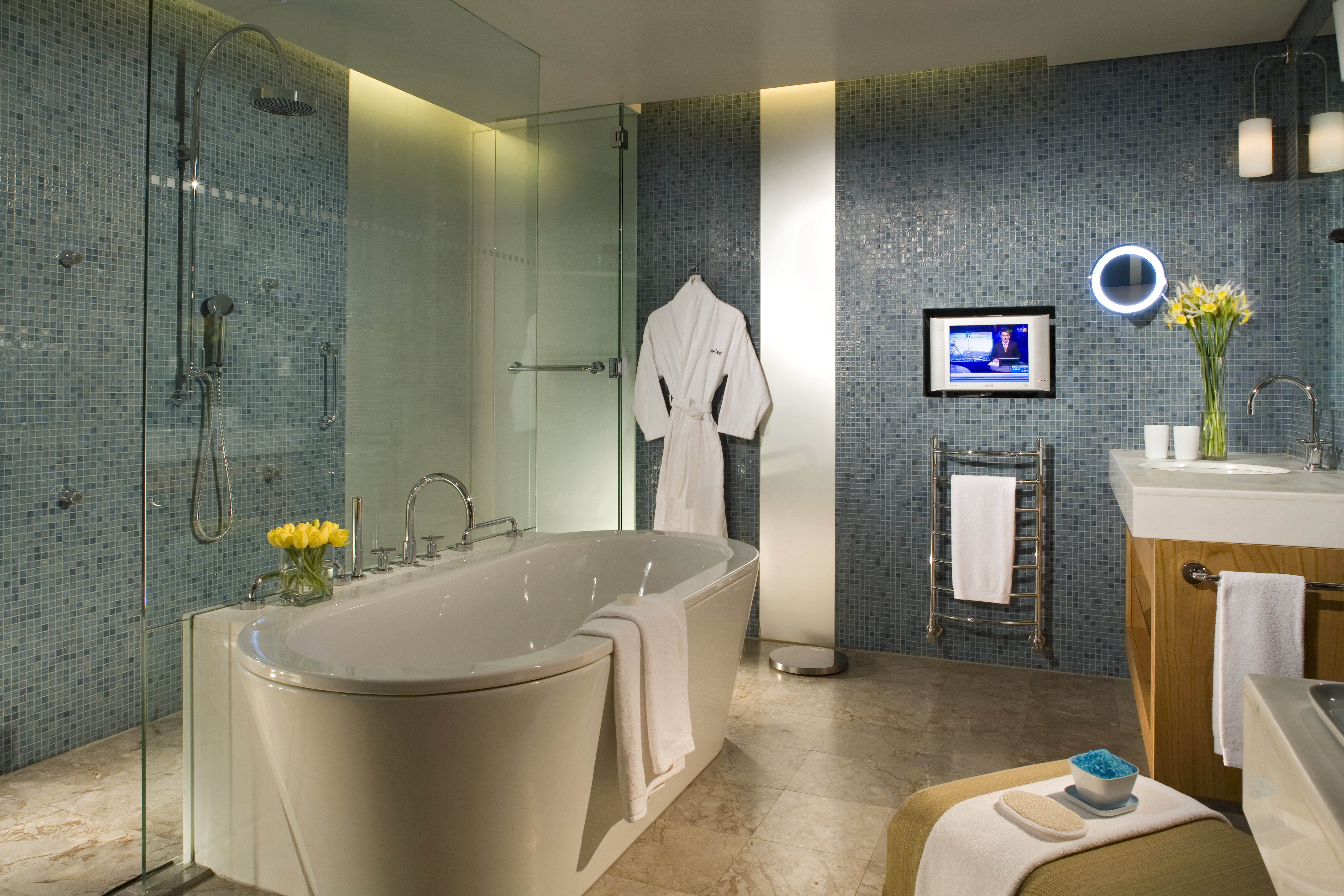
Una moderna stanza da bagno in un albergo a Mosca

La stanza da bagno, detta anche sala da bagno, o semplicemente bagno o anche toilette è un locale adibito alla sede di apparecchi igienico-sanitari, diffuso in gran parte del mondo.
Nelle abitazioni moderne di solito è sede del vaso sanitario, del lavabo, della vasca o del piatto doccia e, negli stati dove questo accessorio è diffuso, del bidet. Quando non vi siano più accessori oltre al vaso sanitario e al lavabo, è detto più specificamente gabinetto. Frequentemente il bagno funge anche da lavanderia.
Nei bagni pubblici maschili sono spesso presenti gli orinatoi a muro. Termine desueto per indicare il bagno è toletta. Quando cominciò a diffondersi l'uso di un vaso sanitario in casa (di solito all'esterno, al termine di un ballatoio), il locale che lo conteneva era correntemente definito cesso, termine poi diventato desueto per la tendenza a ricercare costantemente eufemismi.

## Storia

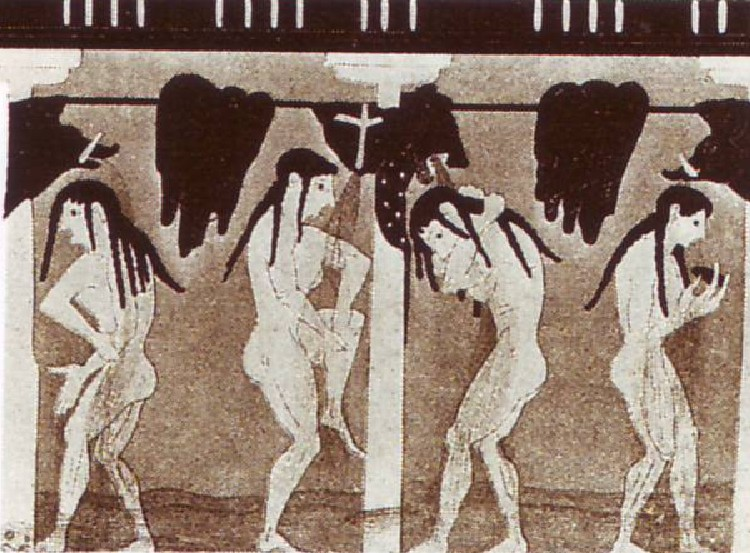
Atleti sotto la doccia in una pittura vascolare greca (ca. VI sec. a.C.)

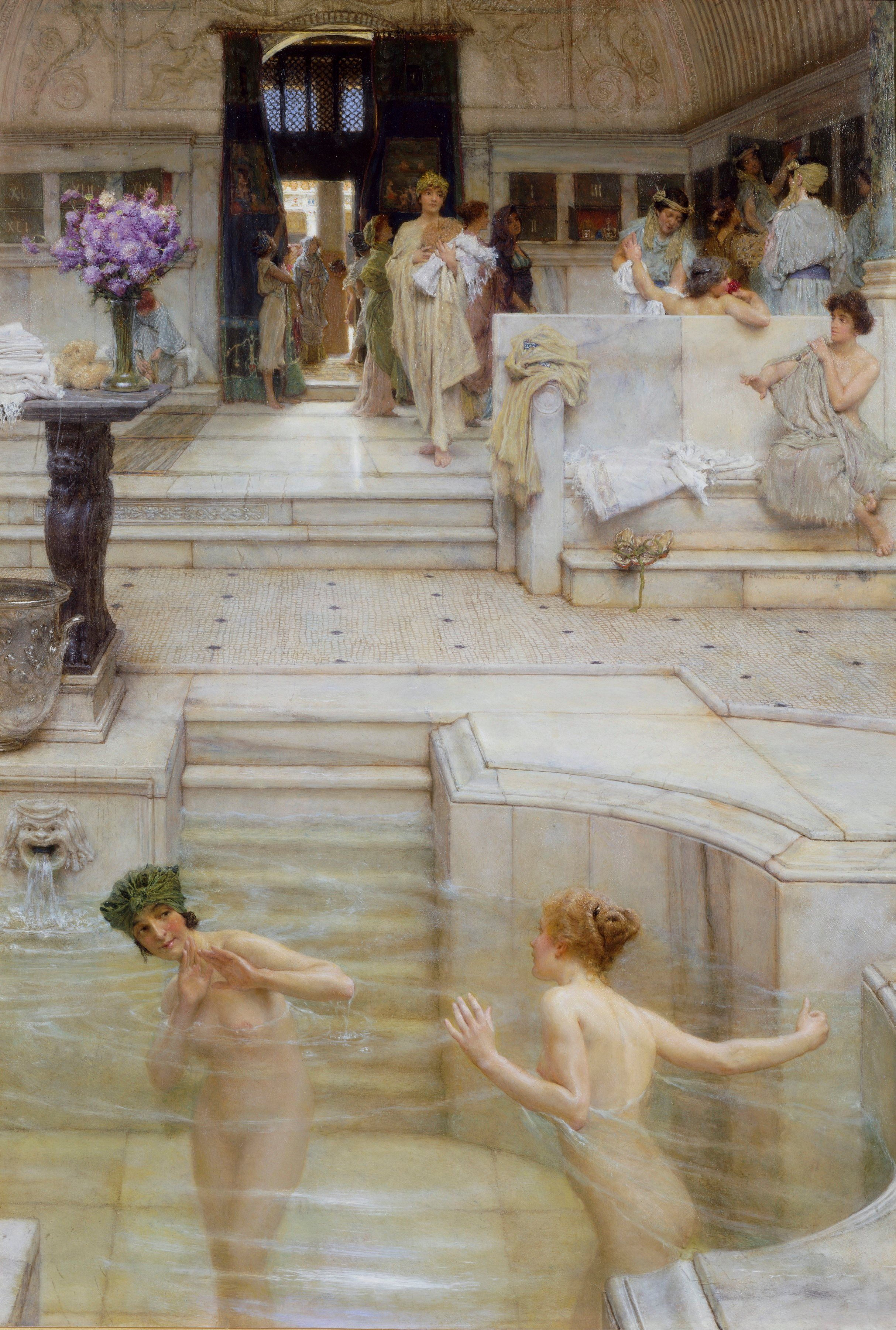
Rappresentazione di donne romane alle terme, da un dipinto di Lawrence Alma-Tadema

Le prime testimonianze di pratiche igieniche provengono già da civiltà antiche come gli Indù, nel 3.000 a.C., dove il bagno era la sede dove migliorare il proprio aspetto e soddisfare le esigenze fisiologiche.
Inoltre si hanno testimonianze analoghe anche dalla civiltà egizia e da quella greca, di cui si ha traccia anche dell'utilizzo di un primo sistema del tutto simile alla attuale doccia.
Numerose testimonianze ci giungono dagli antichi greci e dai romani, dove soprattutto le persone più facoltose trascorrevano molto tempo nelle terme pubbliche sotto l'auspicio della dea Igea, dal cui nome derivò il termine igiene. Durante tutta l'epoca romana, infatti, sia il gabinetto che i bagni pubblici intesi come terme furono vissuti come luogo pubblico di socializzazione, dove avvenivano scambi culturali e mercantili.
Già all'epoca sia i greci che i romani utilizzavano balsami e conoscevano i benefici e le tecniche terapeutiche dell'acqua calda e fredda, gli antichi romani rasero al suolo centinaia di boschi dell'odierna Italia per poter riscaldare le loro terme. La presenza di bagni privati era anche diffusa nelle case dei patrizi, le quali erano dotate di numerosi comfort.
Nell'età medievale, invece, la cultura del bagno fu profondamente trasformata poiché vennero a mancare le conoscenze tecniche che rendessero possibile la costruzione di nuovi impianti di scarico e fognature. Di conseguenza la carenza di igiene divenne la principale causa di malattie infettive, inoltre si diffuse l'errata credenza popolare che l'acqua penetrasse nei pori della pelle e che causasse malattie di vario tipo, tale diceria contribuì ad allontanare le persone dall'utilizzo dell'acqua per lavarsi e, di conseguenza, il completo declino dei bagni pubblici.
A partire dal Trecento, la produzione di profumi è documentata anche in Europa, ma solo a partire dal Rinascimento, grazie allo sviluppo di mezzi tecnici come l'alambicco si arrivò ad una certa diffusione di questo prodotto. Così, all'inizio dell'epoca moderna si era soliti semplicemente spruzzarsi abbondantemente di profumo ovunque, specie i nobili e la borghesia, nonché incipriarsi parrucche e capelli ovviando così alla scarsa igiene e all'effetto d'unto.
Anche nei secoli successivi continuò a persistere l'errata convinzione che lavarsi troppo spesso potesse nuocere alla salute. Soltanto nel XVIII secolo tornò a riaffermarsi l'igiene personale e la rinascita dei bagni e con il XX secolo, anche la progettazione architettonica si preoccupò delle esigenze igienico-sanitarie facendo diventare il bagno dapprima un'appendice esterna delle abitazioni con stanzini in fondo al ballatoio, per poi tornare ad occupare una stanza all'interno delle abitazioni più prestigiose. È con il secondo dopoguerra che il bagno entrò nuovamente a far parte del corredo delle abitazioni private su larga scala, stimolando anche l'interesse di progettisti e architetti. Il ritorno alla diffusione dei bagni in ogni abitazione ha contribuito ad eliminare molte malattie prima assai diffuse a causa delle precarie condizioni igieniche.
In definitiva, la stanza da bagno negli anni si è trasformata e oggi non è più un ambiente di servizio ma un angolo della casa da mostrare agli ospiti. Le ultime tendenze dell'interior design indicano il colore come il grande protagonista, infrangendo anche il tabù dei pavimenti e rivestimenti del bagno fino a poco tempo fa sobri e minimali.

## Prefabbricazione
La necessità di razionalizzare e accelerare la costruzione di fabbricati di grandi dimensioni ha di fatto contribuito alla diffusione negli ultimi anni di un metodo di costruzione innovativo: il bagno prefabbricato. Questi moduli vengono realizzati in uno stabilimento, e attraverso l'efficienza della produzione in fabbrica e la standardizzazione è possibile ridurre i tempi di costruzione degli edifici. Questo metodo di costruzione è particolarmente utilizzato nella realizzazione di strutture con tante stanze da bagno, come ospedali, alberghi, studentati e residenze sanitarie assistenziali.